# Bellaltica
Bellaltica là một chi bọ cánh cứng trong họ Chrysomelidae.
Chi này được Reid miêu tả khoa học năm 1988.

## Các loài
Các loài trong chi này gồm:
- Bellaltica sarae Reid, 1988
- Bellaltica specula Reid, 1988